# Ipeľské Predmostie
Ipeľské Predmostie, ungarisch Ipolyhídvég (bis 1948 slowakisch „Hidvég“; ungarisch auch Hídvég) ist eine Gemeinde im Süden der Slowakei, mit 547 Einwohnern (Stand 31. Dezember 2024). Sie gehört zum Okres Veľký Krtíš, einem Kreis des übergeordneten Bezirks Banskobystrický kraj. Der Name bedeutet auf Deutsch „Eipel-Brückenkopf“.

## Geographie

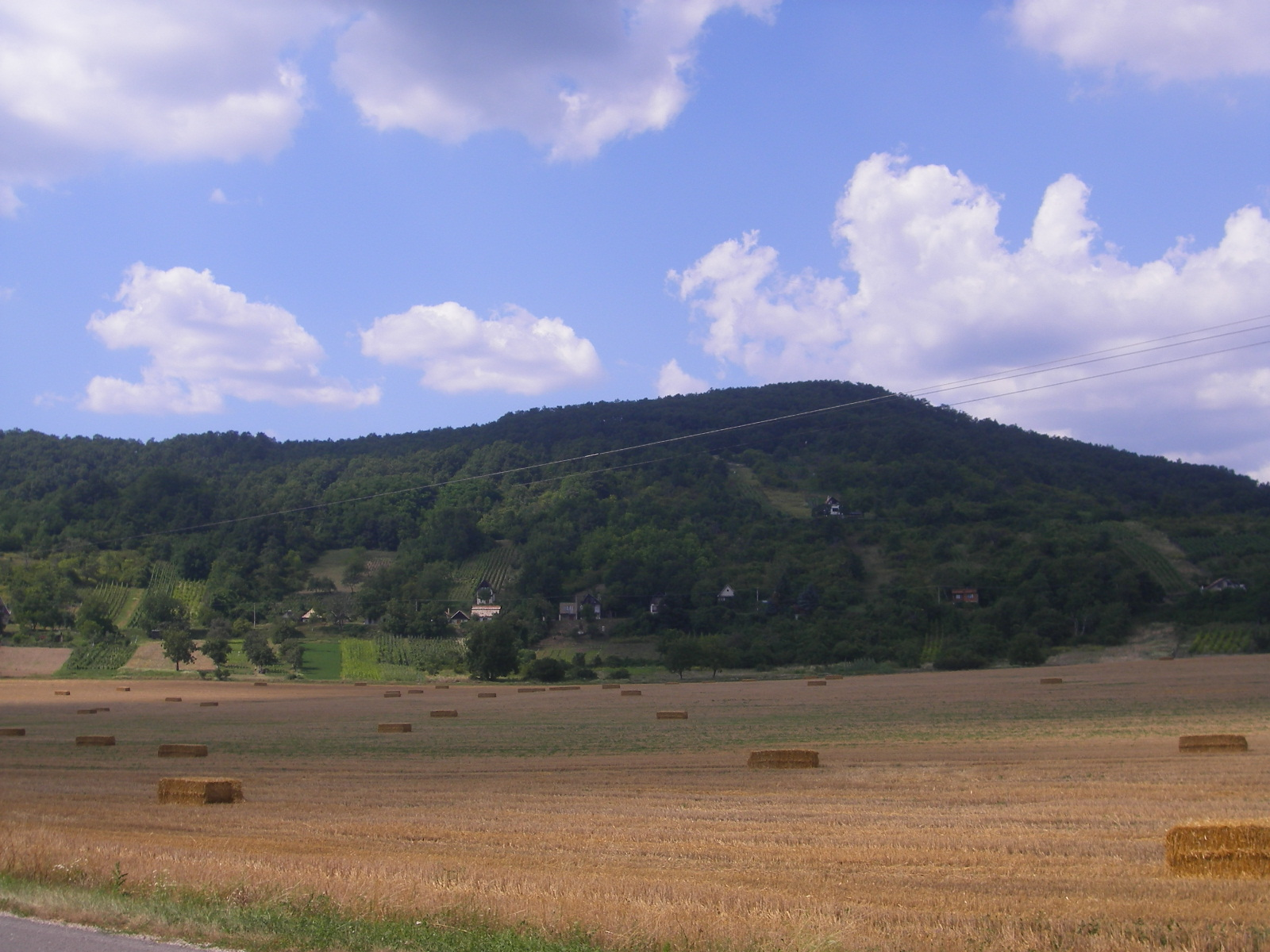
Landschaft um den Ort herum

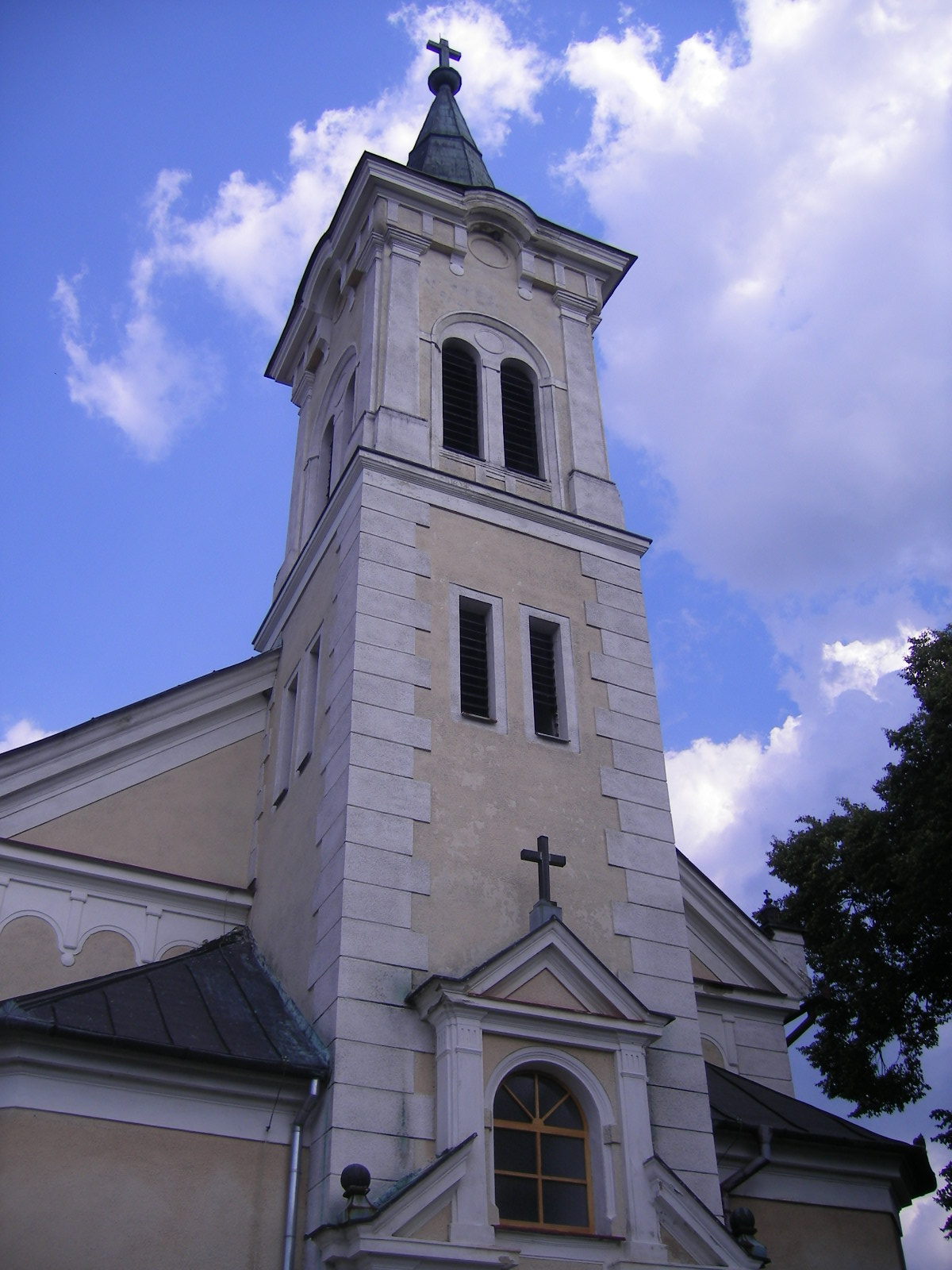
Katholische Kirche im Ort

Die Gemeinde liegt im äußersten Westen des Talkessels Juhoslovenská kotlina, im Unterteil Ipeľská kotlina (deutsch Eipel-Talkessel) am rechten Ufer des Ipeľ, der hier ein Grenzfluss ist. Unmittelbar nach Norden erhebt sich das Bergland Krupinská planina. Auf der anderen Seite von Ipeľ befindet sich die ungarische Gemeinde Drégelypalánk. Ipeľské Predmostie ist 10 Kilometer von Šahy und 38 Kilometer von Veľký Krtíš entfernt.
Ein Teil des umliegenden Gemeindegebiets wird vom sumpfigen Gelände bedeckt (Naturreservate Ipeľské Hony und Ryžovisko) und gehört zu den Ramsar-Schutzgebieten.

## Geschichte
Der Ort wurde zum ersten Mal 1252 als Hydveg schriftlich erwähnt und gehörte im Mittelalter zum Herrschaftsgut der Burg Hont, damaligen Sitz der gleichnamigen Gespanschaft. Die Bevölkerung beschäftigte sich mit Landwirtschaft, Weinbau und im 20. Jahrhundert auch Reisanbau. Der Name des Ortes weist auf eine Brücke über den Fluss hin, die Ende 1944 zerstört wurde.
Bis 1919 gehörte der Ort zum Königreich Ungarn und kam danach zur Tschechoslowakei. Auf Grund des Ersten Wiener Schiedsspruches lag der Ort 1938–45 noch einmal in Ungarn.

## Bevölkerung
| Jahr                | 1994 | 2004    | 2014    | 2024     |
| ------------------- | ---- | ------- | ------- | -------- |
| Anzahl der Personen | 689  | 635     | 633     | 547      |
| Unterschied         |      | −7,83 % | −0,31 % | −13,58 % |

| Jahr                | 2023 | 2024    |
| ------------------- | ---- | ------- |
| Anzahl der Personen | 553  | 547     |
| Unterschied         |      | −1,08 % |